# Hradčany (Ralsko)
Hradčany (do roku 1948 německy Kummer či Kummer am See) je obnovená vesnice, část města Ralsko v okrese Česká Lípa. Leží asi 7,5 km na západoseverozápad od Kuřívod a zhruba 4 km jižně od Mimoně v bývalém vojenském prostoru Ralsko, na bývalé kupecké cestě z Mnichova Hradiště do České Lípy. Většina sídla také leží v CHKO Kokořínsko – Máchův kraj. Trvale zde v roce 2011 žilo 147 obyvatel. V těsném sousedství obce se nachází Letiště Hradčany, rozlohou jedno z největších ve střední Evropě.[zdroj⁠?!]

## Historie
První písemná zmínka o vesnici pochází z roku 1720.
Hradčany jsou nejmladší částí města Ralsko.[zdroj?] Vznikly v roce 1711 v souvislosti s rozvojem dřevozpracujícího průmyslu v tomto kraji.[zdroj?]
Obec vznikla před třicetiletou válkou, snad již v 16. století. V roce 1630 je v Hradčanech uváděn jako rychtář Georg Langer. Během moru v roce 1713 zde podle listiny z roku 1722 zemřelo 15 lidí. Během požáru v roce 1842 shořelo 30 domů. V roce 1932 byla obec elektrifikována.

### Školství
V roce 1789 byla v Hradčanech zřízena jednotřídní škola. V roce 1883 byla postavena budova dvojtřídní školy. Na počátku 20. století do ní docházeli žáci také z Borečku a Strážova.

### Turismus

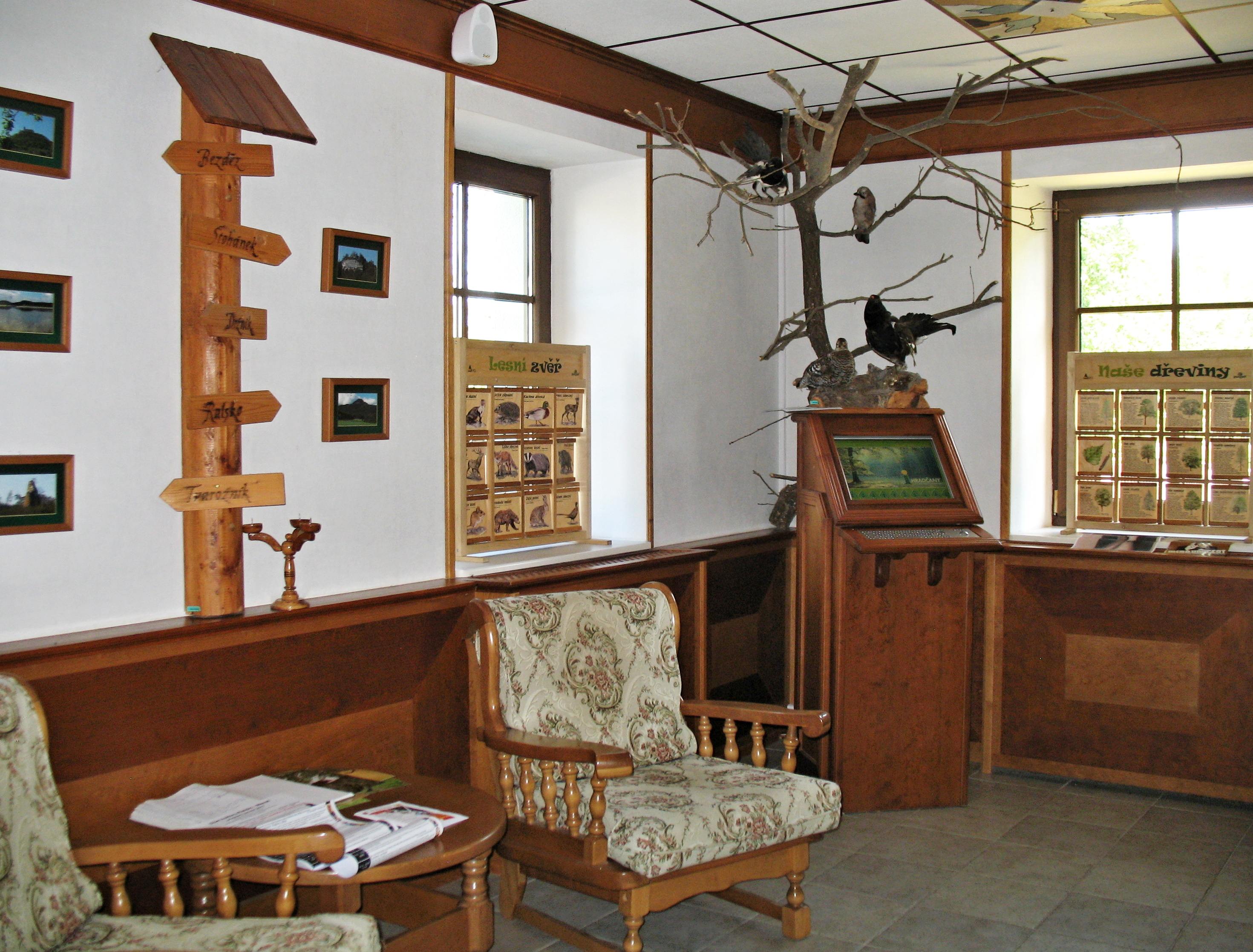
Interiér informačního centra Vojenských lesů a statků

Na počátku 20. století se staly oblíbeným turistickým letoviskem díky místním rybníkům a nedalekým pískovcovým Hradčanským stěnám. Obliba stoupla po postavení silnice z Mimoně na Doksy v roce 1909.
Roku 1921 zde žilo 370 obyvatel, z nichž bylo 361 německé národnosti. U Hradčanského rybníka byla velká pláž s plovárnou, 6 hotelů, penziony, vily a restaurace.

### Vojsko v Hradčanech
Vojenský prostor zde vznikl po odstoupení Sudet nacistickému Německu v roce 1938. Wehrmacht zabral oblast mezi Českou Lípou, Stráží pod Ralskem a Mnichovým Hradištěm, která měla rozlohu přes 250 km². Na jaře 1945 vzniklo v těsném sousedství obce vojenské letiště, které bylo vzápětí po svém dokončení poničeno americkým náletem.
Mezi roky 1968–1991 působila v celém VVP Ralsko sovětská armáda. Ta v osmdesátých letech 20. století původní letiště významně rozšířila na celkovou délku 2,7 km a šířku 90 m.
V obci se zachovala většina domů díky tomu, že obce jako takové se nedotkl destruktivní výcvik vojsk. V blízkosti letiště byl v provozu tankodrom. Největší újma, která Hradčany postihla, byla změna jejich charakteru a funkce. V době vojenského prostoru byli v obci ubytováni zaměstnanci vojenských lesů a vojenské správy. Po jeho zrušení se Hradčany otevřely civilnímu obyvatelstvu.
Vojenské letiště u Hradčan je od roku 1991 částečně používáno ke sportovním účelům, natáčely se zde také filmy Tmavomodrý svět a Stalingrad. V roce 1999 se na hradčanském letišti uskutečnil 6. ročník tanečního festivalu CzechTek.

### Současnost

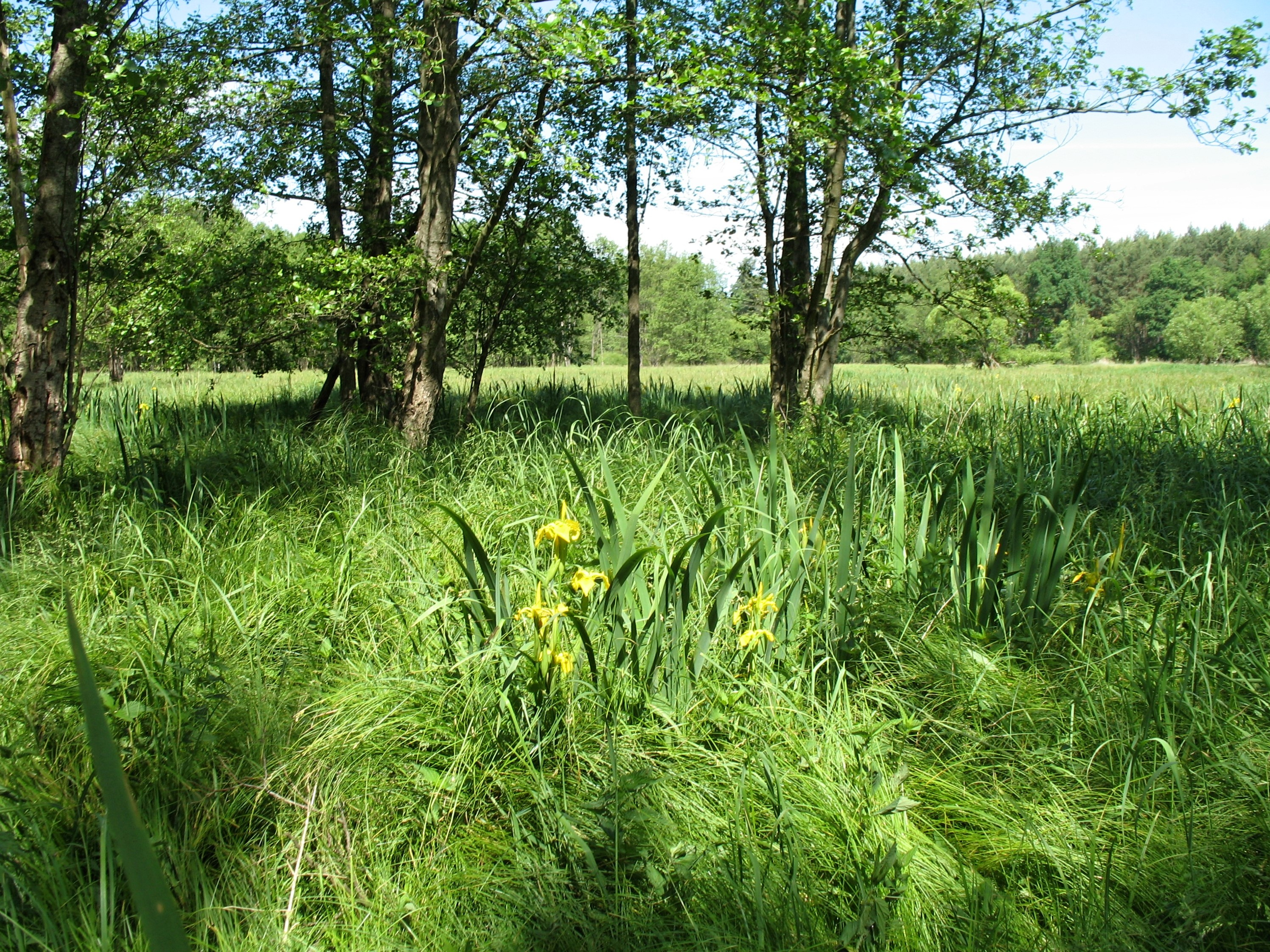
Mokřiny v meandrech Ploučnice

V současnosti trvá zaměření místních obyvatel na dřevozpracující průmysl a turistiku. Vedle Hradčanského rybníka se nachází informační centrum Vojenských lesů a statků ČR (budova bývalé hájovny). Expozice je zaměřena na historii území bývalého Vojenského výcvikového prostoru Ralsko, historii i současnosti lesnictví v této oblasti, myslivosti, přírodním podmínkám, geologickým zajímavostem, floře a fauně, ochraně přírody a možnostem turistického vyžití oblasti. Nedaleko od informačního centra je umístěn Lesní koutek Ralsko – stanice pro handicapované živočichy. Od střediska je vedena 3,5 km dlouhá Naučná stezka Jeřáb a tři různě dlouhé turistické okruhy (červený, modrý, zelený).
V obci byla roku 2012 obnovena a zmodernizována čistírna odpadních vod nákladem 100 milionů Kč v rámci dotovaného projektu Čistá Ploučnice realizovaném Severočeskou vodárenskou společností. Ve zdejší čističce se budou časem zpracovávat odpadní vody z Mimoně, Brniště, Petrovic a Hvězdova.

## Přírodní poměry
Hradčany leží v katastrálním území Hradčany nad Ploučnicí o rozloze 25,13 km2. V tomto katastrálním území leží i západní část sousední vsi Ploužnice, zvaná Hradčany-sídliště. Původní katastrální území bylo Hradčany a mělo asi o čtvrtinu menší rozlohu. Skrz Hradčany prochází silnice II/270.
Obcí protéká Hradčanský potok, který napájí soustavu rybníků – poslední z nich, Hradčanský, se nachází v obci. V blízkosti protéká meandrující Ploučnice a jižně se zvedají Hradčanské stěny (Hradčanská pahorkatina).

## Chráněná území
Ve správních územích obcí Hradčany a Doksy od roku 1933 leží národní přírodní rezervace Břehyně – Pecopala. Dále jsou zde přírodní rezervace Hradčanské rybníky a přírodní památka Meandry Ploučnice u Mimoně.

## Obyvatelstvo
| Rok            | 1869 | 1880 | 1890 | 1900 | 1910 | 1921 | 1930 | 1950 | 1961 | 1970 | 1980 | 1991 | 2001 | 2011 | 2021 |
| -------------- | ---- | ---- | ---- | ---- | ---- | ---- | ---- | ---- | ---- | ---- | ---- | ---- | ---- | ---- | ---- |
| Počet obyvatel | 516  | 493  | 428  | 397  | 405  | 370  | 382  | 720  | 0    | 0    | 0    | 0    | 142  | 147  | 156  |
| Počet domů     | 77   | 77   | 76   | 82   | 82   | 83   | 97   | 0    | 0    | 0    | 0    | 0    | 41   | 48   | 54   |

## Obecní správa
Při sčítání lidu v letech 1869–1930 Hradčany byly samostatnou obcí v okrese Česká Lípa. Po vyčlenění z vojenského újezdu se od 1. ledna 1992 staly částí města Ralsko v okrese Česká Lípa.

## Fotogalerie

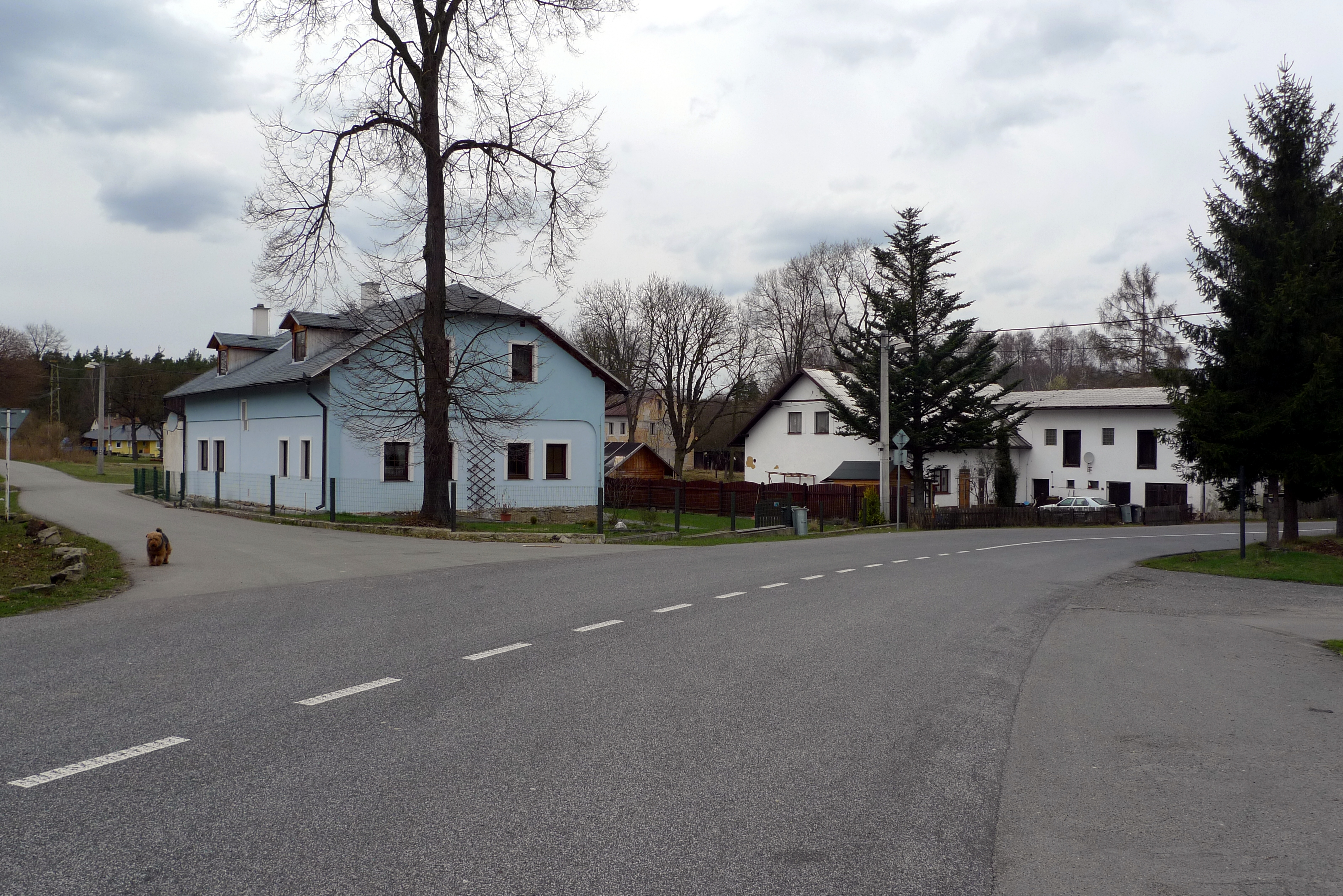
Centrum
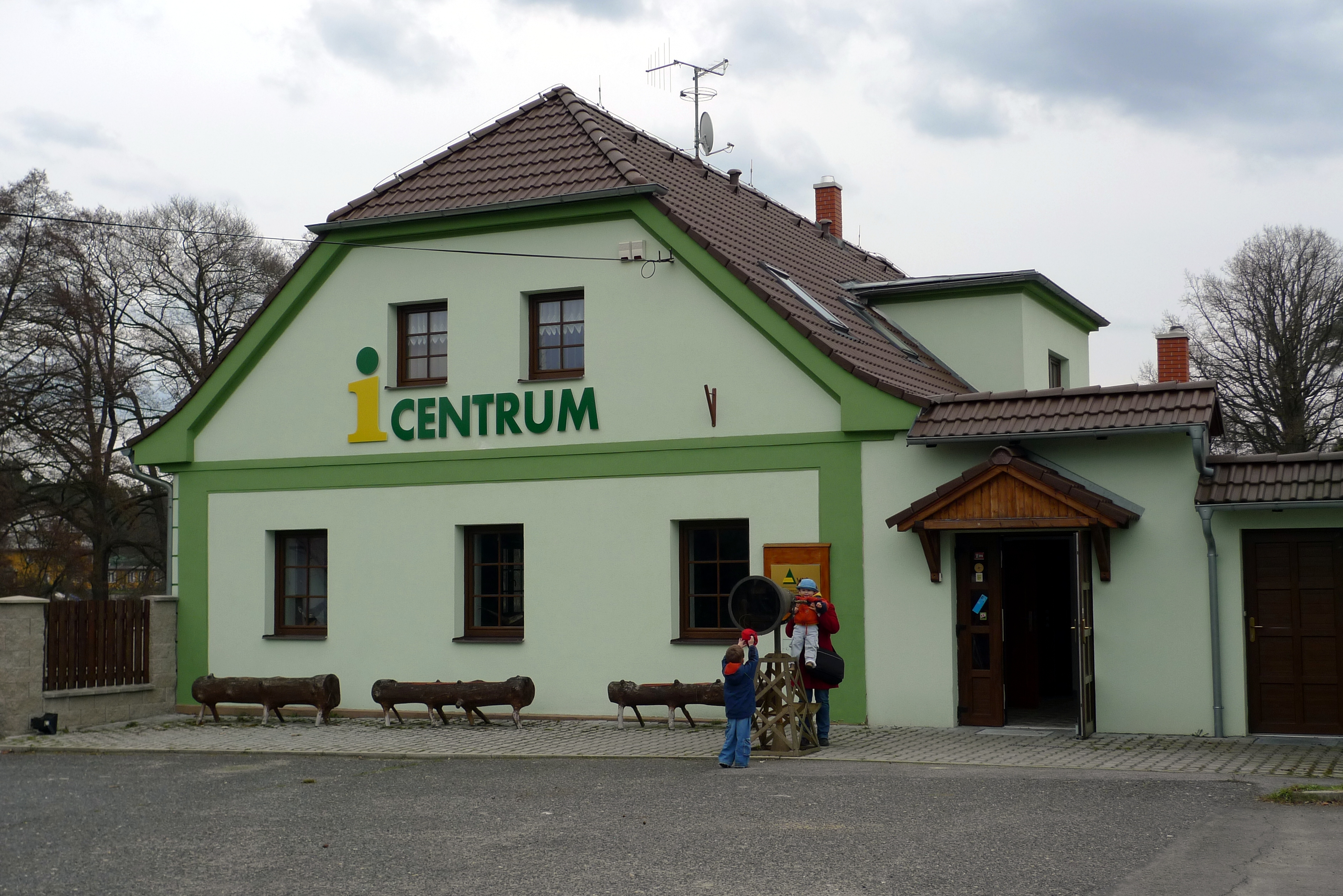
Infocentrum Vojenských lesů a statků
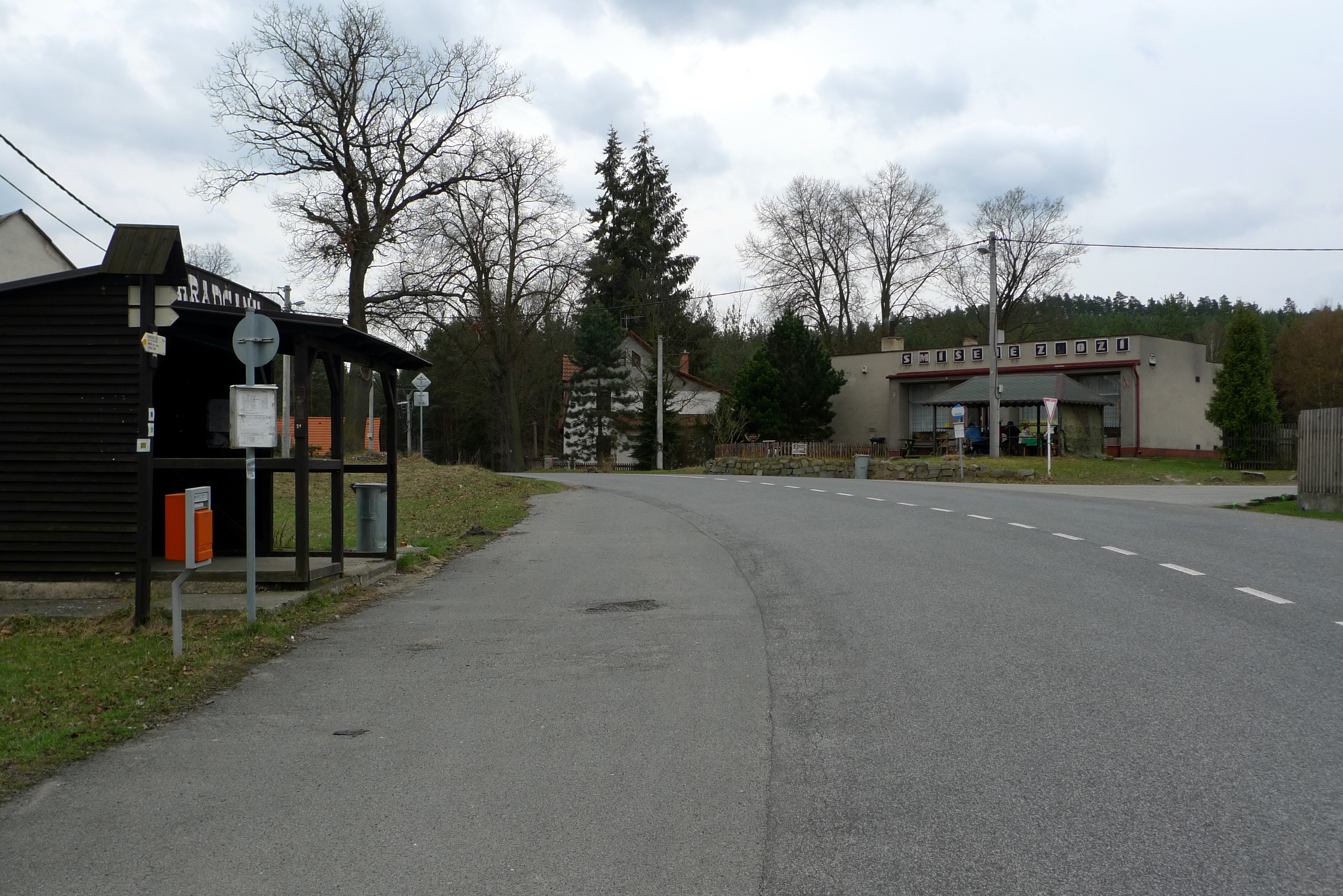
Obchod a autobusová zastávka
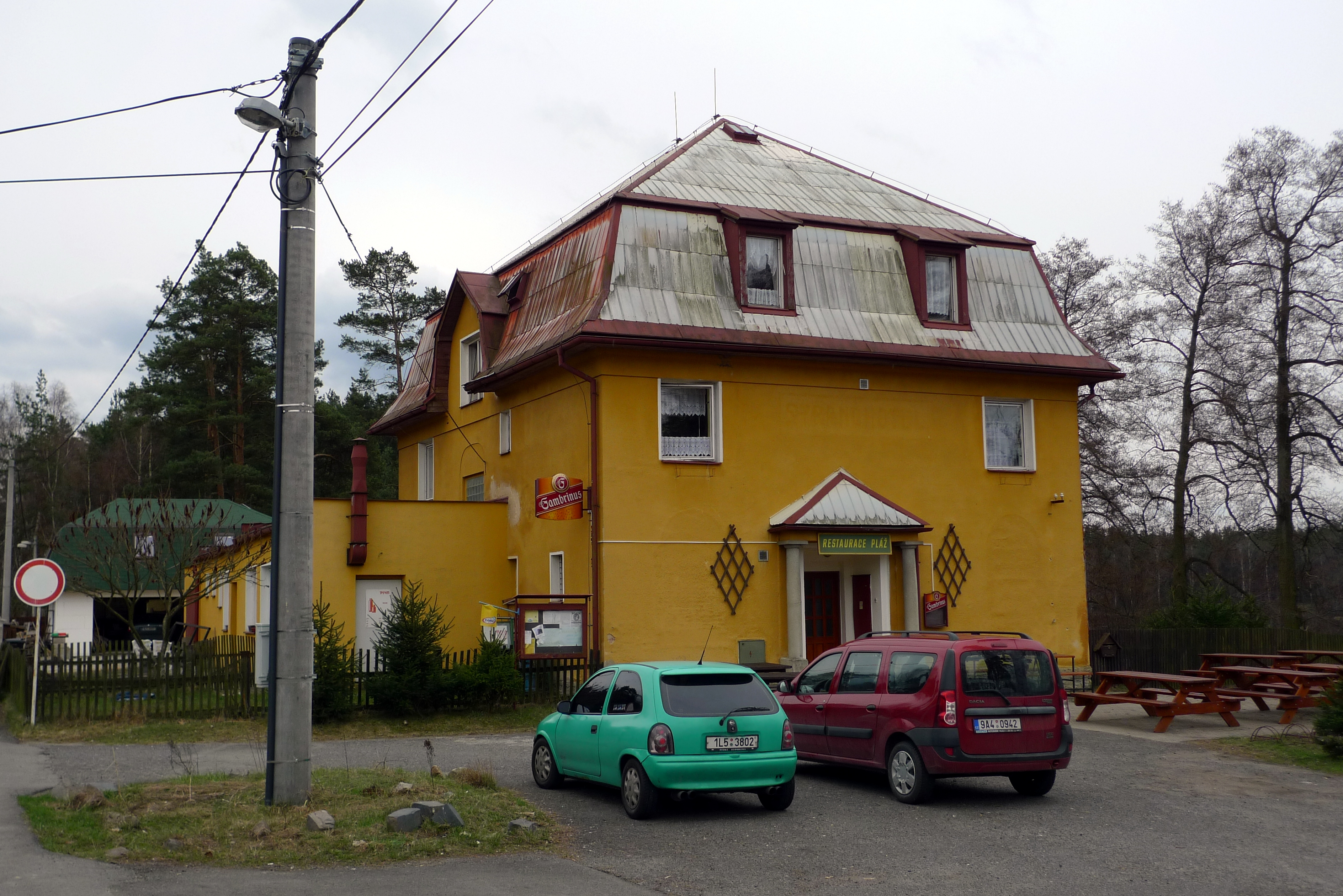
Hotel Pláž
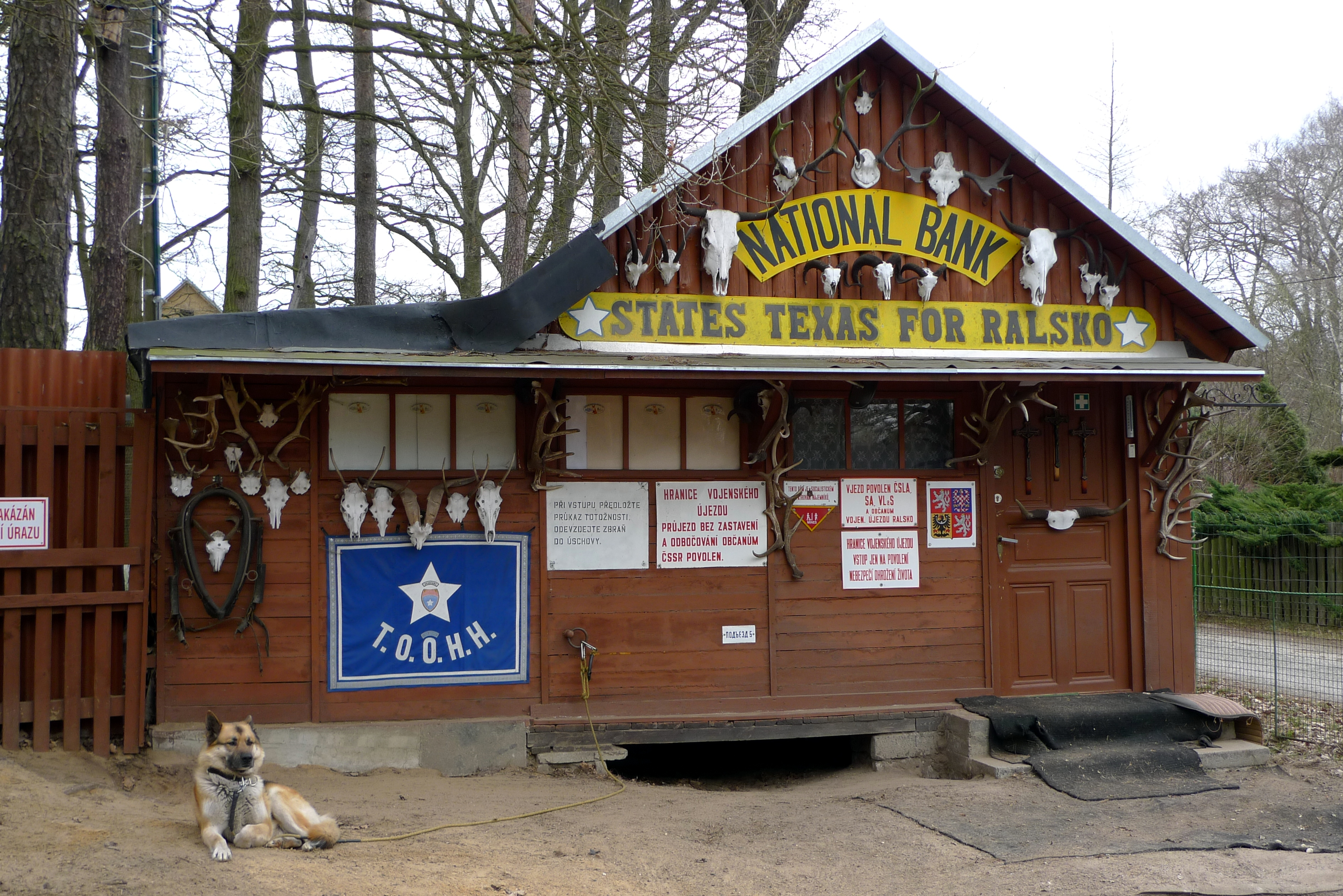
Centrum pro handicapované živočichy
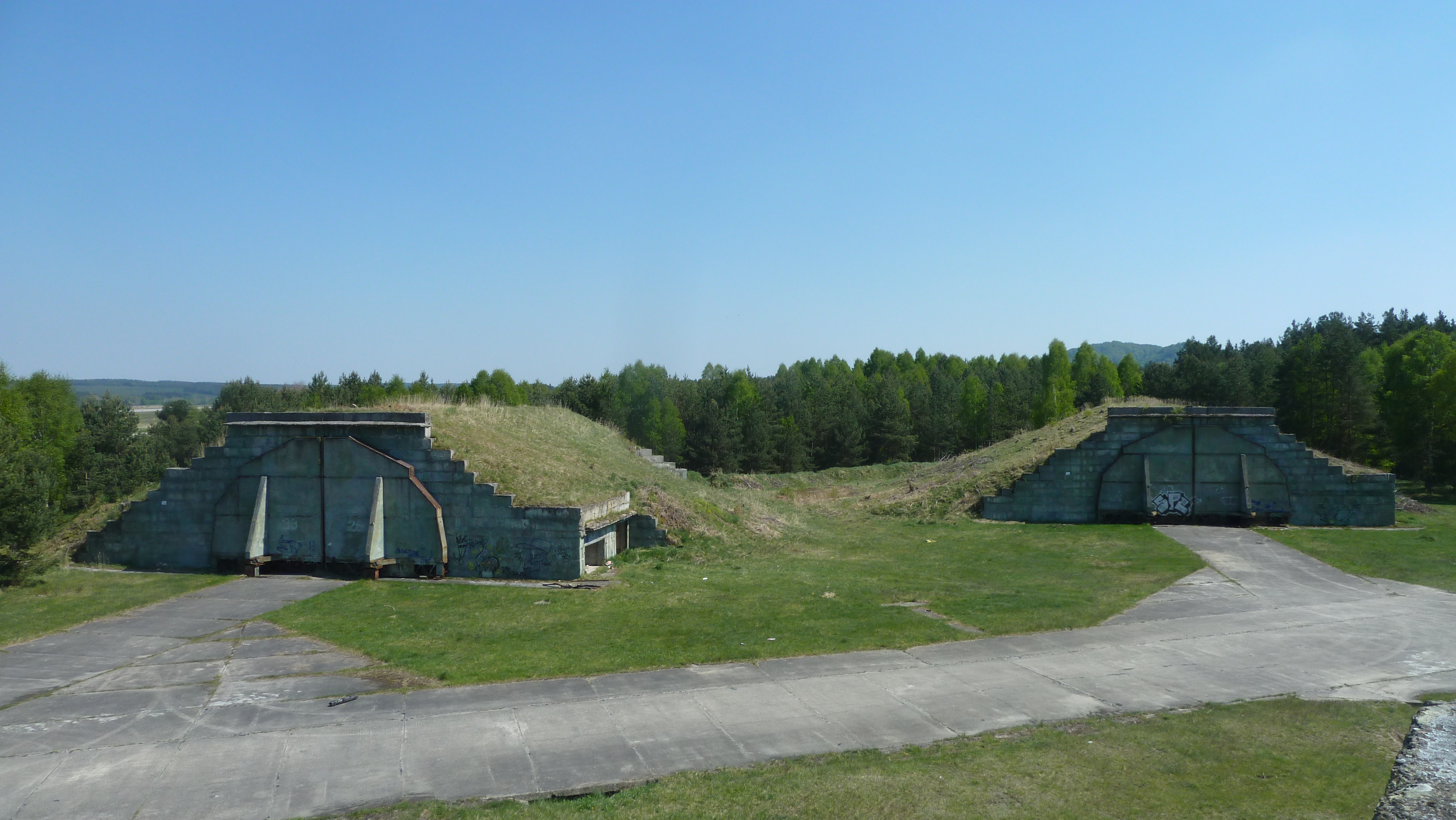
Hangáry na místním bývalém letišti